# Cantón de Josselin
El cantón de Josselin era una división administrativa francesa, que estaba situada en el departamento de Morbihan y la región de Bretaña.

## Composición
El cantón estaba formado por once comunas:
- Cruguel
- Josselin
- Guégon
- Guillac
- Helléan
- La Croix-Helléan
- La Grée-Saint-Laurent
- Lanouée
- Les Forges
- Quily
- Saint-Servant

## Supresión del cantón de Josselin
En aplicación del Decreto nº 2014-215 de 21 de febrero de 2014, el cantón de Josselin fue suprimido el 22 de marzo de 2015 y sus 11 comunas pasaron a formar parte del nuevo cantón de Ploërmel.